# غرايم فوربس
غرايم فوربس (بالإنجليزية: Graeme Forbes)‏ هو لاعب كرة قدم بريطاني في مركز الدفاع، ولد في 29 يوليو 1958 في فورفار ‏ في المملكة المتحدة. لعب مع نادي دندي.